# Minneapolis-St. Paul Stock Exchange
La Minneapolis-St. Paul Stock Exchange est une bourse des valeurs fondée en 1929, sous la forme d'un marché régional d'actions et d'obligations, situé à Minneapolis et Saint-Paul (Minnesota), dans l'État américain du Minnesota. Dans la même ville existait depuis les années 1880 une bourse de commerce, le Minneapolis Grain Exchange. La Minneapolis-St. Paul Stock Exchange a été placée en 1934 sous la surveillance de la Commission des opérations de bourse américaine.

## Histoire
La Minneapolis-St. Paul Stock Exchange a été fondée en janvier 1929 sous la forme d'un marché dédié aux opérations sur titres financiers.
La région était déjà dotée, par ailleurs, d'une importante bourse de commerce, le Minneapolis Grain Exchange, marché à terme créé en 1881 dans le Minnesota pour permettre aux opérateurs de la filière céréales, cultivateurs, industriels et négociants, d'anticiper sur l'évolution des cours du blé dur d'hiver. Parmi les actions de la région qui seront échangées sur d'autres marchés boursiers, en particulier en France, bien avant la création de la Minneapolis-St. Paul Stock Exchange, la Compagnie du Saint-Paul-Minneapolis et Manitoba qui exploite des trains en marche sur sa ligne de Breckenbridge a Barnesville, dans le Minnesota.
Le nouveau marché boursier a été mis à rude épreuve seulement dix mois après sa création: le 29 octobre 1929, la bourse s'est effondrée, au cours de l'épisode du Krach de 1929, aboutissant à une période de période très difficile pour la Minneapolis-St. Paul Stock Exchange et pour la bourse en général aux États-Unis, mais aussi en Europe, où les indices boursiers ont également plongé. 
En 1939, Donald H. Brown, qui était alors secrétaire de la Wells-Dickey Company, a été élu président de la Minneapolis-St. Paul Stock Exchange.
En 1949, un regroupement des marchés boursiers du centre-ouest des États-Unis a été organisé pour les rendre plus compétitifs : le Chicago Stock Exchange a fusionné avec d'autres marchés boursiers régionaux américains, la Bourse des valeurs de Saint-Louis, la Bourse des valeurs de Cleveland et la Bourse des valeurs de Minneapolis/St. Paul, pour former la Bourse du Midwest. 
En 1959, la Bourse des valeurs de la Nouvelle Orléans est devenue elle aussi une partie constituante de cette grande "Bourse du Midwest". Au début des années 1960 la Société de Service de Bourse du Midwest a été établie pour fournir des services centralisés et de représentation des sociétés membres.